# Sete Colinas de Lisboa

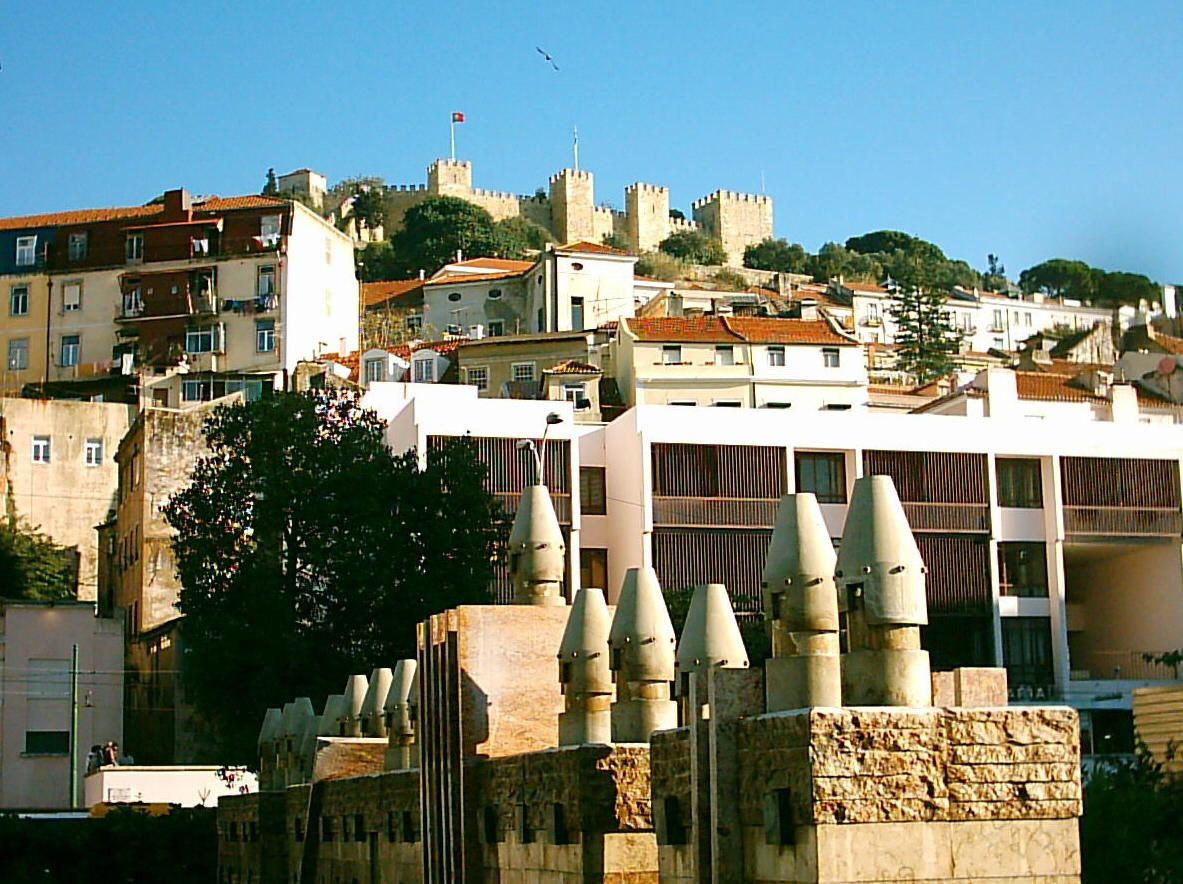
O Castelo é uma das colinas de Lisboa.

Diz a lenda popular e romântica que a cidade de Lisboa foi fundada tal como Roma numa povoação rodeada de sete colinas.

## Citação Histórica
A citação referente às sete colinas de Lisboa aparece pela primeira vez no Livro das Grandezas de Lisboa, de Frei Nicolau de Oliveira no século XVII: «as sete colinas sobre as quais estava assente Lisboa: São Jorge, São Vicente, São Roque, Santo André, Santa Catarina, Chagas e Sant'Ana».
A referência às sete colinas no contexto histórico também é citada por outros autores dos séculos XVII e XVIII.

## Proveniência lendária e factos
A ideia destas presumíveis sete colinas poderia advir dos Romanos, que viam em Felicidade Júlia (Felicitas Julia) ou Olisipo (Olissipo) uma estrutura geográfica semelhante à da capital do império Romano. A lenda refere que Roma, quando foi fundada, era rodeada por Sete Colinas, a saber: Capitolino, Quirinal, Viminal, Esquilino, Célio, Aventino e Palatino.
Mas independentemente desta proveniência lendária popular foi Frei Nicolau de Oliveira, como já referido, empenhado em arranjar um paralelo apressado com a cidade de Roma que as referiu pela primeira vez no século XVII. Com o crescimento urbano, estendeu-se a outras elevações e, no século XVI, Damião de Góis já a descrevia espalhada por cinco colinas: Esperança, São Roque, Sant'Ana, Senhora do Monte (ou  Santa Catarina do Monte Sínai) e Castelo (ou São Jorge).
Hoje naturalmente que a cidade ocupa muitas mais e nem aquelas na altura eram bem sete, por exemplo, a colina da Graça foi esquecida por Frei Nicolau, uma vez que chegando a Lisboa pelo mar, é encoberta pela do Castelo, com essa daria oito colinas mas a mesma impossibilitava a imitação ou a similaridade com Roma e era mais conveniente imitá-la.
Outro facto é que as Colinas de  Santa Catarina do Monte Sinai e Chagas, até 1597, tratava-se de apenas um monte, o chamado Pico de Belveder, que até tinha uma célebre povoação, que mais tarde foi inserida na malha urbana de Lisboa, mas nesse ano verificou-se uma derrocada de terras devido ao terramoto desse ano, que cavou a depressão e onde hoje se estende o Elevador da Bica, dando origem no vale à urbanização da Bica, criando-se assim as duas colinas actuais. Sem este acidente, vinte e três anos depois Frei Nicolau teria tido algumas dificuldades em encontrar sete colinas visíveis do estuário do rio Tejo.

## Descrição das colinas
- Colina de São Jorge, também chamada do  Castelo, é a colina mais alta das sete (na realidade é a colina da Graça que é contínua a esta que é a mais alta colina de Lisboa, mas foi como vimos esquecida pelo autor desta lenda) e é onde fica o actual Castelo de São Jorge e onde se pensa que apareceu o primeiro povoado que deu origem a Lisboa, nesta colina e por baixo do Castelo apareceram vestígios do ópido romano (sendo por esse motivo a parte central do antigo município), sabe-se que o alcácer árabe estava aí instalado e foi aí que se construiu o castelo do tempo da Reconquista que ainda hoje existe. A sua área geográfica abrange actualmente os bairros da Mouraria, do Castelo e parte do de Alfama (sudeste).

- Colina de São Vicente, onde fica o actual Bairro de Alfama e o Convento de São Vicente de Fora.

- Colina de Sant'Ana, onde ficava o Mosteiro das freiras Dominicanas de Nossa Senhora da Anunciada, local onde agora fica o Largo da Anunciada. Deu nome ao local e à rua que junto dele, em 1539, depois dos frades Agostinhos o cederem por troca às freiras, que se transferiram para este local da sua primitiva fundação na Costa do Castelo, mesmo no topo da mesma colina. Esta Colina localiza-se a Oeste do Castelo de São Jorge, tendo constituído um esporão entre a Ribeira de Valverde a poente e a Ribeira de Arroios a nascente, que na sua confluência o delimitavam a sul, equivalendo grosso modo à área actualmente definida pela Rua de São José/Rua das Portas de Santo Antão, Rua da Palma/Largo do Martim Moniz e Praça da Figueira.

- Colina de Santo André, conta-se que D. Afonso Henriques aproveitando as qualidades estratégicas da região e aqui instalou, em 1147, as suas tropas para atacarem a cidade, com o terramoto de 1551 que fez sair muitos moradores da cidade antiga estes escolheram as colinas da Graça e de Santo André por serem muito altas (na realidade os factos também se referem à colina da Graça que é continua a esta), e na altura menos ocupadas e de "melhores ares", assim, famílias nobres instalam-se na região e adquiram quintas onde construíram casas de campo, mais tarde essas casas dão lugar a grandes palácios que se localizam sobretudo ao longo das calçadas da Graça e Santo André e ainda no Largo da Graça.

- Colina das Chagas cujo nome é atribuído por causa da Igreja que nele edificaram os marinheiros da rota da Índia em louvor às Chagas de Cristo, corresponde actualmente à área que se situa o Largo do Carmo e área envolvente.

- Colina de Santa Catarina, que vai actualmente do Camões até à Calçada do Combro.

- Colina de São Roque, também confundida por uns como "colina de São Pedro de Alcântara" que nunca existiu pois essa designação é de uma Rua e de um Jardim com um nome bem recente, na mesma situa-se o Miradouro de São Pedro de Alcântara, fonte talvez da confusão, nesta está situada actualmente o Bairro Alto.